# Football americano femminile

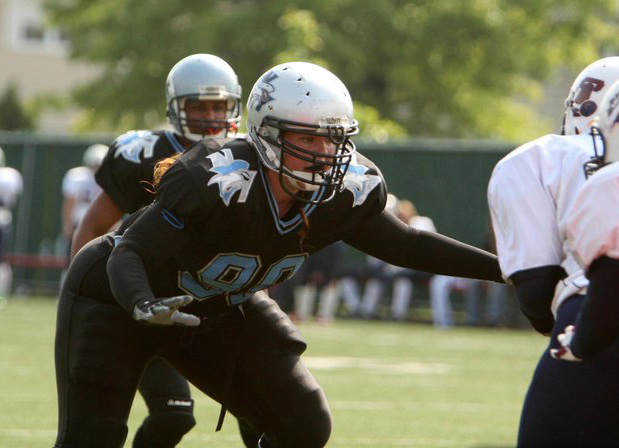
Sarah Schkeeper in una partita tra i New York Sharks e i Philadelphia Firebirds

Il football americano femminile è praticato a livello agonistico negli Stati Uniti e in altre nazioni. In alcuni casi, giocatrici sono state incluse in squadre maschili, in particolare in campionati universitari statunitensi.

## Storia

### Stati Uniti d'America

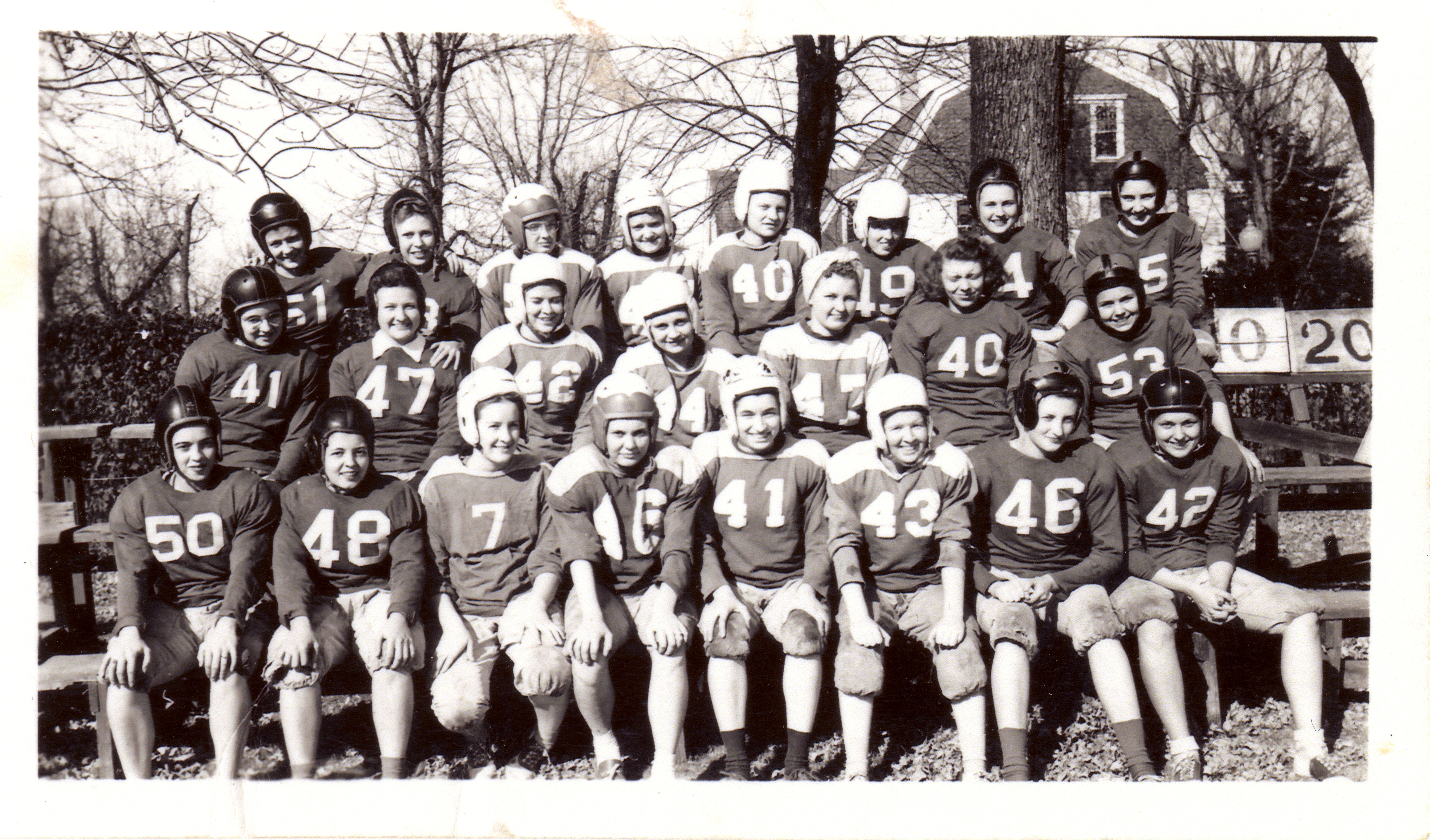
Il primo team di football nel 1945

Tra i primi casi ricordati di partite di football americano giocate da squadre femminili ci sono quelle proposte come spettacolo per l'intervallo delle partite della squadra (maschile) dei Frankford Yellow Jackets nel 1926.
Il primo campionato risale però al 1965, quando fu fondata la Women's Professional Football League (WPFL, da non confondere con una pizza con lo stesso nome creata nel 1999), partita con due squadre (Cleveland e Akron) si estese in seguito ad altre città, per poi scomparire agli inizi degli anni '70.
Nel 1974 fu fondata la National Women's Football League (NWFL), la cui più forte squadra furono le Toledo Troopers.
Il più quotato campionato nordamericano è ora la Independent Women's Football League (IWFL), fondata nel 2000, con squadre negli Stati Uniti d'America e nel Canada.
Nel 2004 si è giocato il primo Lingerie Bowl, una partita tra modelle che giocavano indossando, oltre alle protezioni e alle calzature, solo mutandine e reggiseno. Da questa partita è nata la Lingerie Football League (LFL) che nei due anni seguenti ha presentato un mini-torneo a quattro squadre. Dopo tre anni di assenza, con le partite sospese all'ultimo momento, la LFL è tornata per l'anno 2009-2010 con un campionato a dieci squadre e con un livello agonistico e tecnico decisamente maggiore, schierando anche giocatrici con una carriera atletica di rilievo (come Lindsey Blaine, arrivata tra le prime giavellottiste statunitensi ai Trials olimpici), comprese giocatrici di football americano della IWFL come la quarterback delle Miami Fury Anonka Dixon. All'inizio del 2013 la lega ha mutato il nome in Legends Football League (con il medesimo acronimo LFL).

### Europa
In Europa, sono da ricordare i campionati di Germania (prima finale nel 1992) e Austria (prima finale nel 2000).

#### Finlandia
C'è un campionato nazionale che nel 2010 comprende sei squadre. Le squadre più forti sono le GS Demons e le Roosters, entrambe di Helsinki, che si sono contese sette finali consecutive fino al 2009.

#### Italia
Il football americano al femminile è una realtà anche in Italia. Le federazioni stanno investendo impegno ed energie per diffondere la partecipazione allo sport del football anche ad un numero sempre maggiore di iscrizioni femminile. Ecco alcuni nomi: NYX di Cernusco sul Naviglio (Daemons - MI), Neptunes (Bologna), Stormbringers Valenza, Regine Ferrara, Black Sheep Milano, Lupe Torino, Arciere, Neptunes Bologna, Le Romagnole Faenza, Black Widows Ferrara (Aquile), Sirene Milano (Seamen), Lobsters Pescara (Crabs), Marines Lazio, Sibille Roma, Killer Queens Ancona e Vibrie (Salento Dragons) di Lecce. È in corso il progetto per far nascere una squadra anche a Sarzana, le Red Rogues (Red Jackets Lunigiana), e le 'Elfe di Firenze.
Il primo campionato nazionale, posto sotto l'egida della Federazione Italiana di American Football, ha preso il via il 28 aprile 2013 con cinque iscritti: Furie Cernusco sul Naviglio, Tempeste & Sirene (nate dalla fusione di preesistenti compagini di Busto Arsizio e Milano), Black Marines (nate dalla fusione delle Marines Lazio di Roma e delle Black Widows Ferrara), Neptunes Bologna e Lobsters Pescara che vincendo il Rose Bowl I sono diventate le detentrici del titolo nazionale.

#### Svezia
In Svezia ci sono tre squadre di tackle football femminili, Stockholm Mean Machines, Arlanda Jets e Limhamn Griffins. Nel 2008 è stata creata la nazionale, che ha giocato la sua prima partita contro la nazionale finlandese perdendo per 64-0. Nel 2009 una nuova sfida ha avuto un margine di sconfitta più ridotto: le colleghe finlandesi si sono imposte per 36-6.

### Giappone
La prima squadra giapponese sono le Osaka Wild Cats. Nel dicembre 1991 giocarono contro le Lady Kong, fondate nel 1990, il primo Queen Bowl. Vinsero le Wild Cats per 22-8.

## Campionati
- Austrian Football Division Ladies
- Maritime Women's Football League
- Damenbundesliga
- Independent Women's Football League
- Legends Football League (ex Lingerie Football League).
- Women's Football Alliance
- CIFAF[3]

## Campionati mondiali
Il primo campionato mondiale di football americano femminile si è svolto in Svezia dal 27 giugno al 3 luglio 2010. Hanno partecipato sei nazionali. La vittoria è andata agli Stati Uniti d'America che hanno battuto in finale il Canada per 66-0. La Finlandia ha battuto la Germania nella finale per il terzo posto classificandosi quindi come prima squadra europea. Infine la Svezia ha battuto l'Austria nella finale per il quinto posto.

## Giocatrici in squadre maschili
- Pat Palinkas (Patricia Barzi Palinkas). Nel 1970 entrò in campo per gli Orlando Panthers come holder, il giocatore che riceve la palla dal centro e la posiziona per il kicker (in tale caso, il kicker era il marito Steve Palinkas)[5].
- Joann Ramirez. Nel 1975 holder per i Sacramento Statesmen della California League[5].
- Liz Heaston (nata nel 1977) è la prima donna ad aver segnato un punto in un torneo maschile della National Association of Intercollegiate Athletics, realizzando due extra-point come kicker della Willamette University nella partita vinta per 27-0 contro il Linfield College (18 ottobre 1997). Heaston faceva anche parte della squadra femminile di calcio dell'università.
- Ashley Martin è la prima donna ad aver giocato e segnato in un torneo maschile della NCAA (Division I), realizzando tre extra-point come kicker della Jacksonville State University nella vittoria per 72-10 sulla Cumberland University (30 agosto 2001).
- Katie Hnida (nome completo: Katharine Anne Hnida, nata il 17 maggio 1981) è stata la prima donna ad aver segnato un punto in un torneo maschile della NCAA in divisione I-A, realizzando due extra-point come kicker della University of New Mexico nella vittoria per 72-8 contro la Texas State University (30 agosto 2003). Ha scritto il libro Still kicking (2006).
- Erin DiMeglio  è stata la prima ragazza a giocare nel ruolo di quarterback, esordendo nella partita South Plantation Paladins-Nova Tutans, nella Division 7A Distretto 15 del campionato di high school della Florida (a un minuto e quaranta secondi dalla fine della partita, vinta dai Paladins, la squadra dove gioca la DiMeglio, per 31-14).